# Кириллов Віктор Дмитрович
Кириллов Віктор Дмитрович (нар. 1 листопада 1967, с. Новоолександрівка, Троїцький район, Луганська область) — український політик.  Державний департамент надлишкового майна та земель, директор (13 червня 2007 — 25 лютого 2009).

## Освіта
Луганський будівельний технікум, архітектор; Національна юридична академія України імені Ярослава Мудрого (1995), юрист; Українська академія державного управління при Президентові України, магістр державного управління; кандидатська дисертація «Формування механізму державного регулювання інвестиційних процесів в економіці України» (Національна академія державного управління при Президентові України, 2005).

## Кар'єра
- 1986-1988 — служба в армії.
- 1988-1990 — вантажник заготівельного цеху міської друкарні, старший механік автоколони автобази комбінату «Ворошиловградшахтобуд», місто Краснодон.
- 1990-1991 — голова кооперативу «Поток», місто Краснодон.
- 1991-2001 — директор, радник з юридичних питань, МП «Фелікс», місто Краснодон.
- 2001-2002 — другий заступник голови правління — директор ВАТ "Завод гірничорятувальної техніки «Горизонт», місто Луганськ.

Довірена особа кандидата на пост Президента України Віктора Януковича в ТВО № 108 (2004-2005).

## Парламентська діяльність
Народний депутат України 4-го скликання 04.2002-04.2006, виборчій округ № 107, Луганська область, самовисування. За 22.10 %, 11 суперників. На час виборів: директор заводу гірничорятувального обладнання «Горизонт» (місто Краснодон Луганської області), безпартійний. Член фракції «Єдина Україна» (05.-07.2002, уповноважений представник групи «Народний вибір» (07.2002-05.2004), уповноважений представник групи «Союз» (05.-12.2004), позафракційний (12.2004-01.2005), член фракції НАПУ (01.-03.2005), член фракції НП (03.-12.2005). Член Комітету у справах, пенсіонерів, ветеранів та інвалідів (06.2002-02.2003), член Комітету з питань національної безпеки і оборони (з 02.2003), голова підкомітету з питань інформаційної, техногенної та екологічної безпеки Комітету з питань національної безпеки і оборони (з 07.2003).

## Нагороди
Почесна грамота Кабінету Міністрів України (грудень 2003).